# Jean Geefs

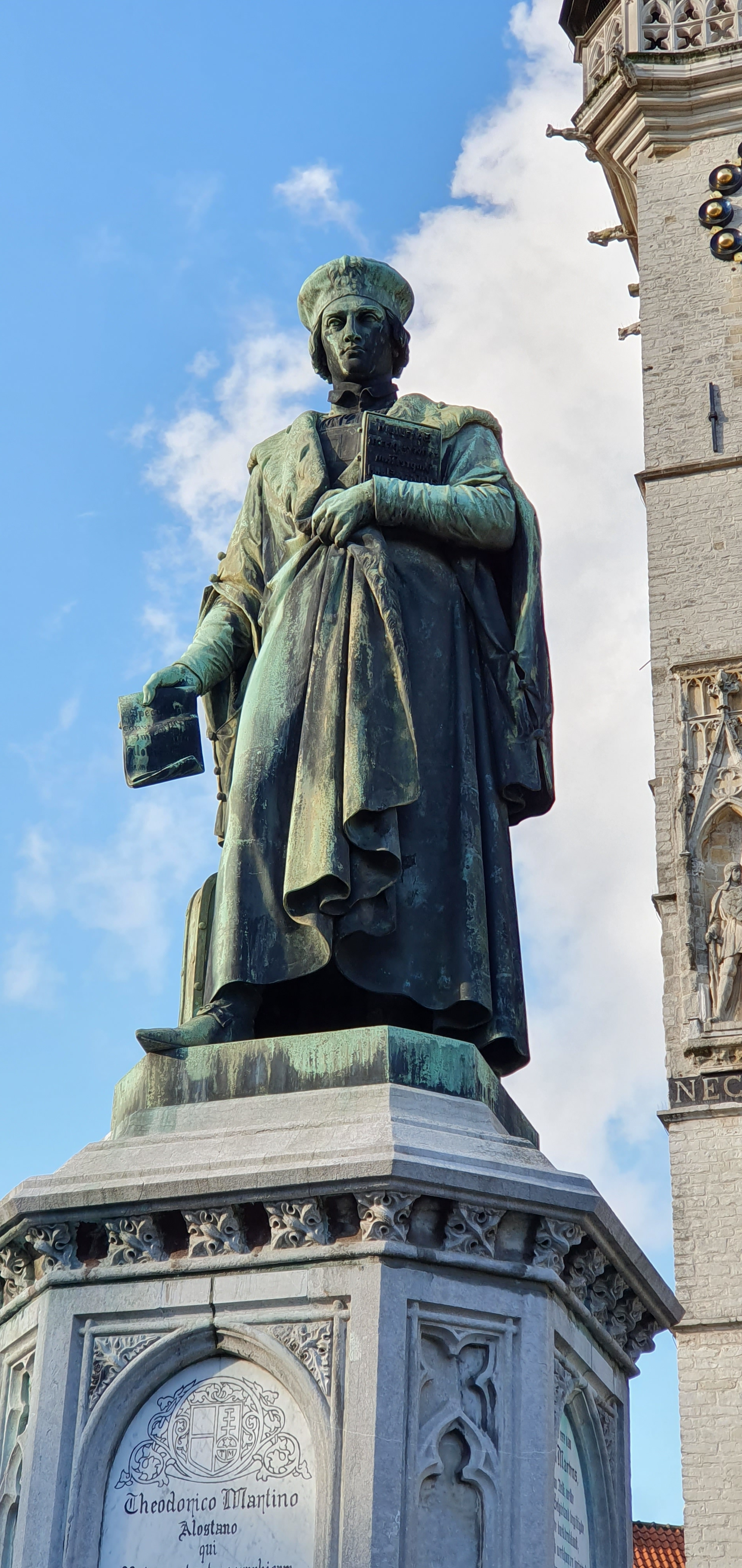
Standbild von Dirk Martens auf dem Großen Markt in Aalst von Jean Geefs

Joannes Geefs, auch Jean Geefs und Jan Geefs (* 24. April 1825 in Antwerpen; † 9. Mai 1860 in Brüssel) war ein belgischer Bildhauer.

## Leben
Jean Geefs hatte drei Brüder und drei Halbbrüder. Alle sieben Brüder waren bekannte Bildhauer.
Jean ist der älteste Sohn aus der zweiten Ehe seines Vaters Joannes Geefs (25. April 1779 – 3. Dezember 1848) mit Dymphna Vermeulen (24. Juli 1788 – 22. Juni 1843). Seine drei jüngeren Brüder sind Theodore Geefs (1827–1867), Charles Geefs (1. Januar 1829 – 5. April 1911) und Alexandre Geefs (1. Januar 1829 – 1866).
Sein ältester Halbbruder Guillaume (Wilhelm) Geefs (10. September 1805 – 19. Januar 1883), gilt als der bedeutendste Vertreter der Familie. Ein anderer Halbbruder ist Aloys Geefs (* 25. Januar 1817 – 31. August 1841).
Von 1839 bis 1841 studierte Jean Geefs Kunst an der Königlichen Akademie der Schönen Künste in Brüssel. 1842 ging er an die Koninklijke Academie voor Schone Kunsten (Königliche Akademie der Schönen Künste) in Antwerpen, an der sein Halbbruder Joseph (23. Dezember 1808 – 9. Oktober 1885) Lehrer war.
Im Jahr 1846 gewann Jean Geefs den Preis von Rom mit seinem Werk Aarons Stab verwandelt sich in eine Schlange. Zehn Jahre zuvor, 1836, hatte sein Halbbruder Joseph auch den Rompreis in Skulptur gewonnen. Jahre später, 1879, gewann sein Cousin Eugène Geefs (6. Januar 1854 – 7. März 1925), der Sohn von Joseph, den Rompreis für Architektur.
Bevor Jean Geefs nach Italien ging, studierte er ein Jahr lang an der École nationale supérieure des beaux-arts in Paris. Von 1852 bis 1859 hielt er sich regelmäßig in London auf. Königin Victoria bestellte bei ihm das Werk Love and Malice als Geburtstagsgeschenk für ihren Mann Prinz Albert am 26. August 1859.
1851 gewann er den von der Stadt Aalst organisierten Wettbewerb für eine Skulptur zu Ehren von Dirk Martens (auch: Thierry Martens, Thierry Maertens oder Theodoricus Martinus), dem ersten Buchdrucker der südlichen Niederlande. Die Bronzestatue wurde im Jahr 1854 fertiggestellt und am 6. Juli 1856 auf dem Großen Markt eingeweiht.
Nach einer schmerzhaften Krankheit starb er 1860 im Alter von knapp 35 Jahren.

## Werke (Auswahl)
- Königin  Louise d’Orléans, Gips, 1850 (heute im Besitz der Königlichen Museen der Schönen Künste in Brüssel).
- Büste von Baron Frédéric de Reiffenberg (1795 in Mons – 1850 in Saint-Josse-ten-Noode) im Auftrag von Jean Geefs am 3. März 1851 (heute im Besitz der Königlichen Museen der Schönen Künste in Brüssel).
- The Water Queen, Gips, London, 1854, mit der Inschrift: The Queen of The Waters Tuning Her Harp To Celebrate The Alliance Of The Western Powers  (heute im Besitz der Königlichen Museen der Schönen Künste in Brüssel).
- Dirk Martens, Bronze, 1856, Großer Markt in Aalst (Belgien)
- Triumph der Liebe, Gips, 1857 (heute im Besitz der Königlichen Museen der Schönen Künste in Brüssel).
- Love and Malice, Marmor, 1859, (heute in der Royal Collection UK, eine Kopie ist ebenfalls im Besitz der Königlichen Museen der Schönen Künste in Brüssel).
- Zusammen mit seinem Bruder Theodore Geefs fertigte er die Skulptur Der Sieger (Bronzestatue im Garten des Palastes der Akademien, Brüssel)
- den Kreuzweg in der Kirche Saint Jacques de Coudenberg in Brüssel
- Holzstatue von Aloisius von Gonzaga in St. Karl Borromäus in Antwerpen[5]

## Bildergalerie

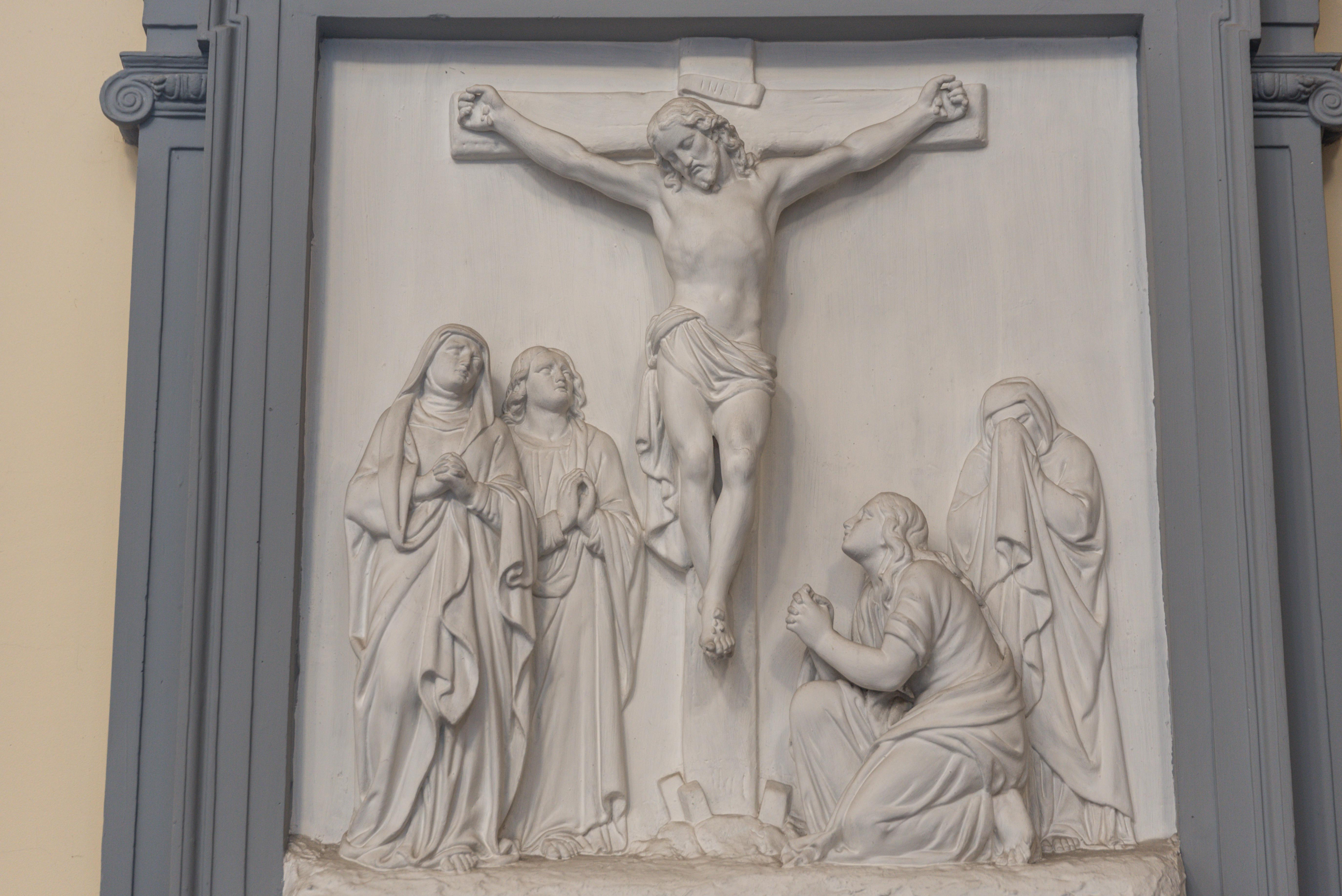
Kreuzweg in Saint Jacques de Coudenberg, Brüssel
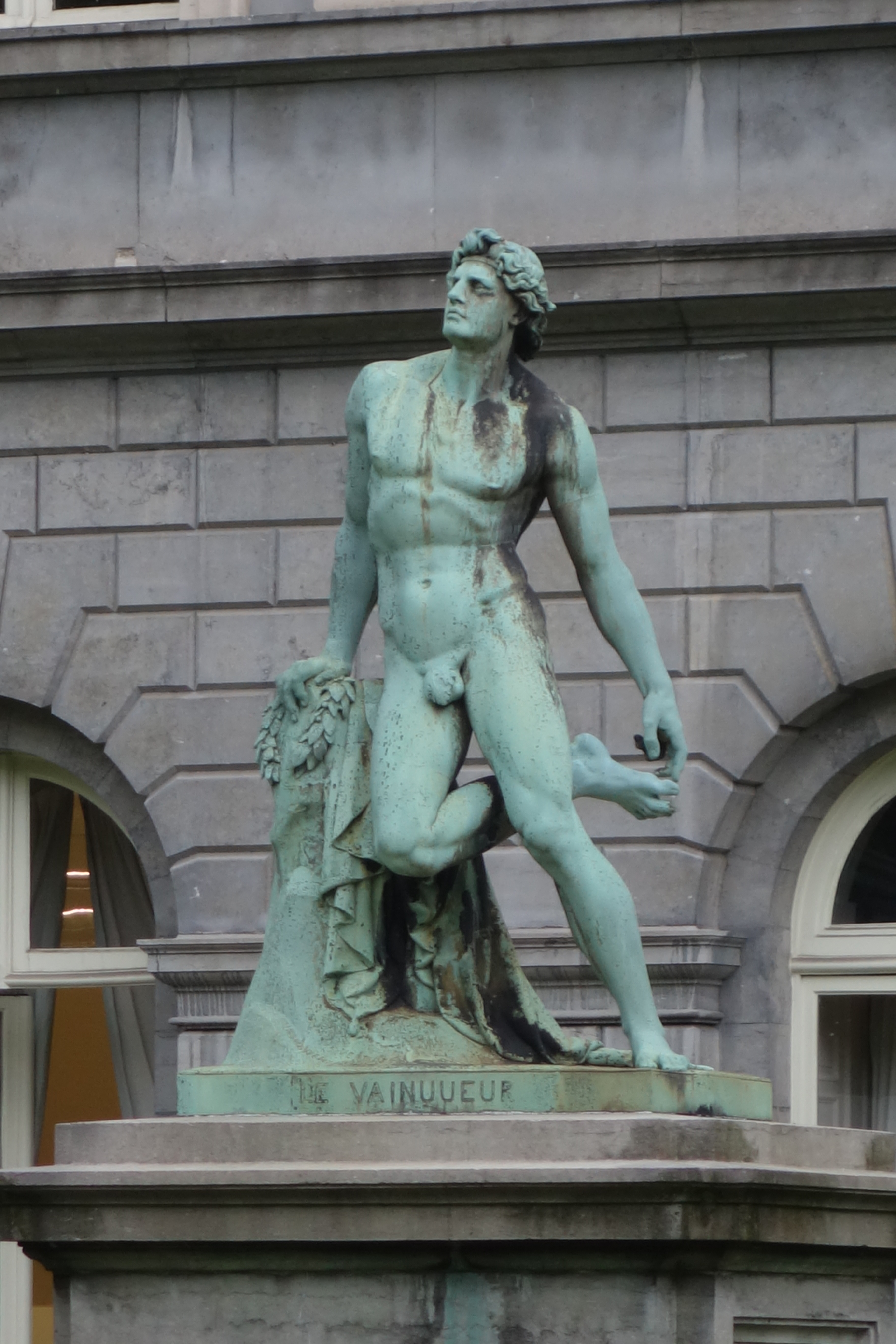
Der Sieger Bronzestatue im Garten des Palastes der Akademien (Le Vainqueur – Jardin du Palais des Académies) Brüssel
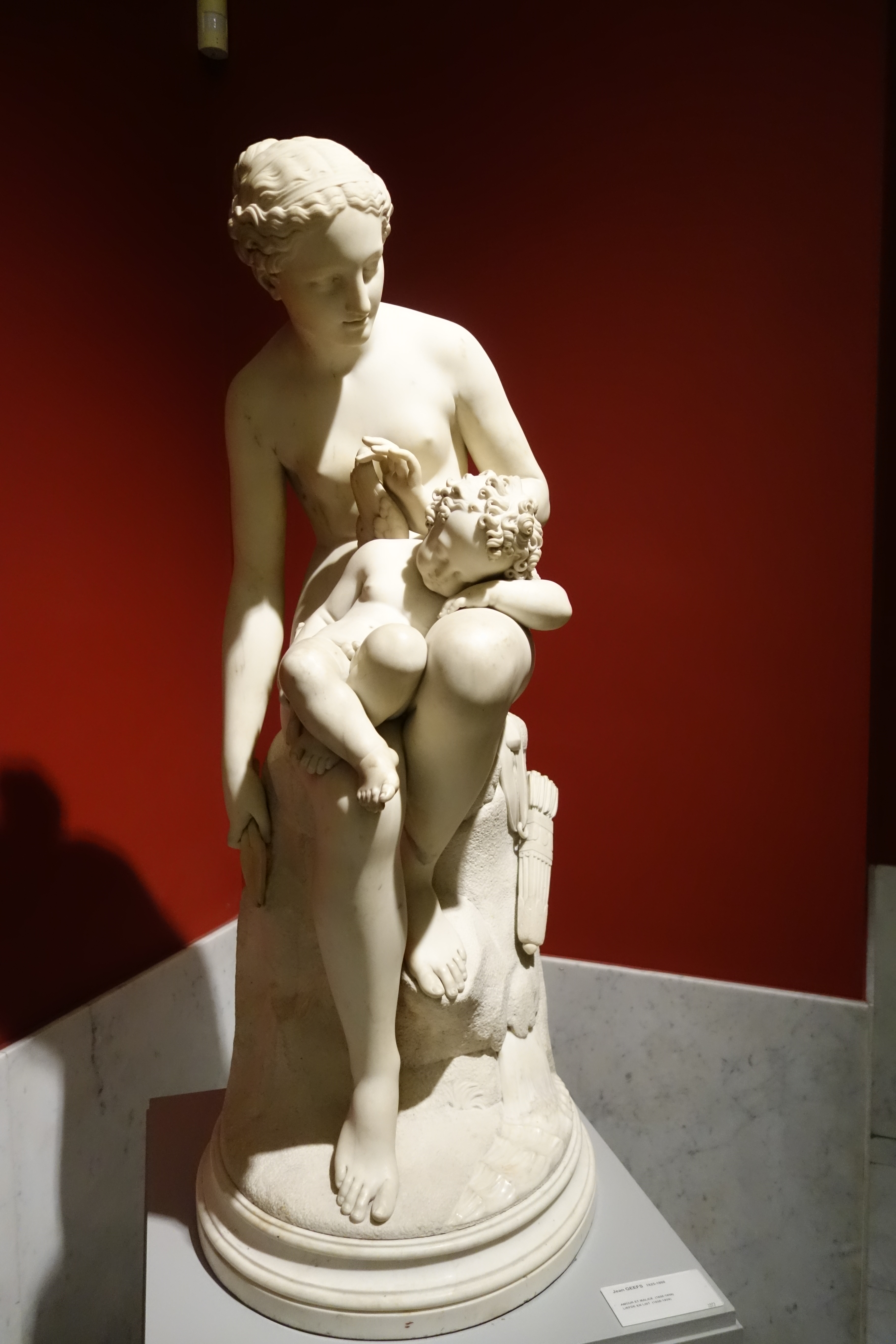
Love and Malice Marmorskulptur in den Königlichen Museen der Schönen Künste, Brüssel
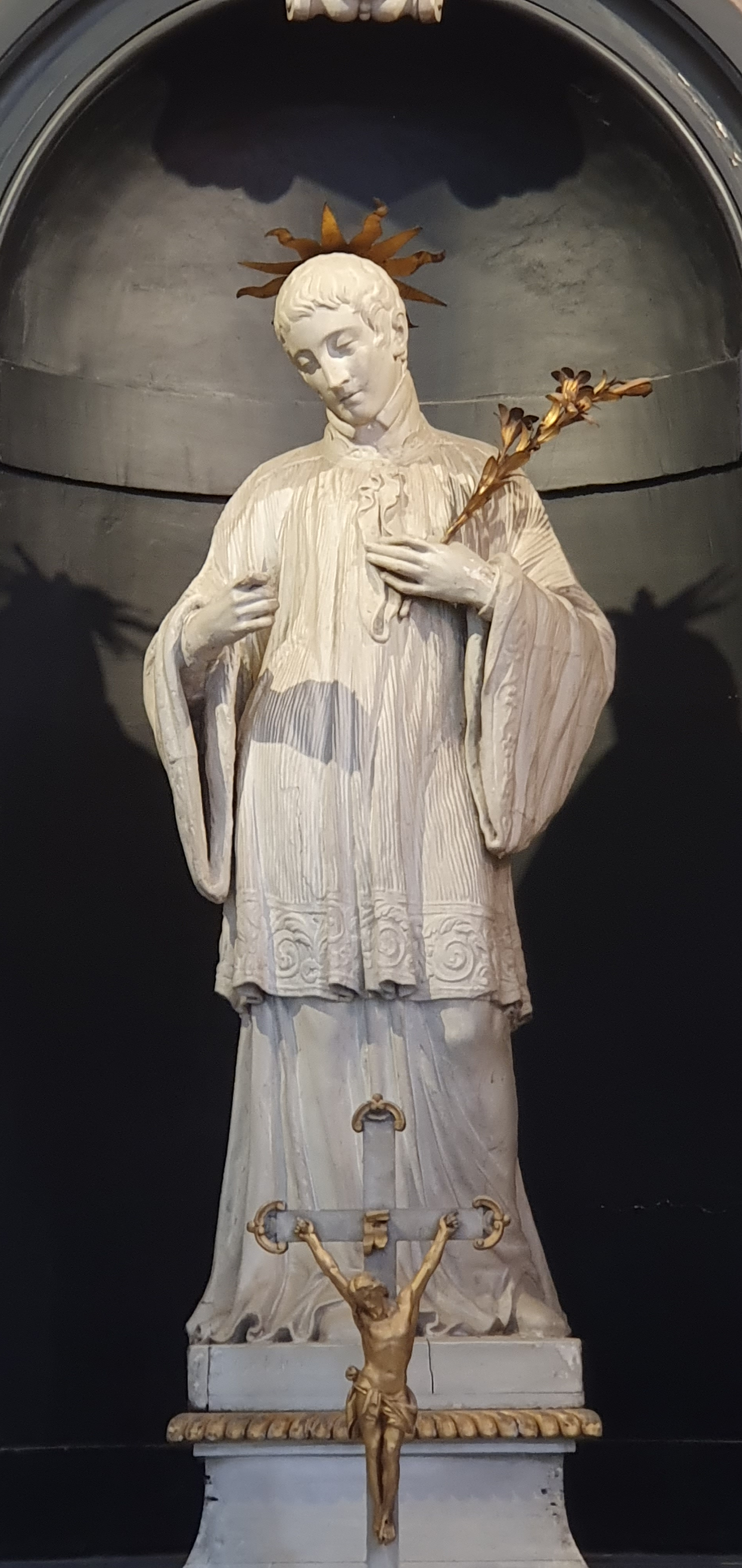
Holzstatue von Aloisius von Gonzaga